# Список руководителей разведки Аргентины
В данный список включены руководители разведывательных служб Аргентины с 1946 года — начиная с División de Informaciones и организаций-преемников.
| Вступление в должность | Уход с должности | Руководитель                                 | Наименование разведывательного ведомства                                 |
| ---------------------- | ---------------- | -------------------------------------------- | ------------------------------------------------------------------------ |
| 1946                   | 1955             | Родольфо Фрейде                              | División de Informaciones                                                |
| 1955                   | 1958             | Хуан Константино Каранта                     | Координация национальной разведки Секретариат государственной информации |
| 1958                   | 1962             | Капитан Хуан Карлос Варела                   | Секретариат государственной информации                                   |
| 1963                   | 1966             | Мерадо Гальярдо Вальде́с                      |                                                                          |
| 1966                   | 1967             | Генерал Роберто Марсело Левингстон Лаборда   |                                                                          |
| 1967                   | 1970             | Генерал Эдуардо Архентино Сеньоранс          |                                                                          |
| 1971                   | 1973             | Генерал Карлос Альберто Мартинес             |                                                                          |
| 1976                   | 1977             | Генерал Отто Карлос Паладино                 | Секретариат разведки                                                     |
| 1977                   | 1983             | Дивизионный генерал Карлос Альберто Мартинес |                                                                          |
| 1983                   | 1989             | Роберто Пенья                                |                                                                          |
| 1986                   | 1989             | Факундо Суарес                               |                                                                          |
| 1989                   | 1990             | Хуан Баутиста Йофре                          |                                                                          |
| 1990                   | 1999             | Уго Ансорреги                                |                                                                          |
| 1999                   | 1999             | Хорхе де ла Руа                              |                                                                          |
| 1999                   | 2001             | Фернандо де Сантибаньес                      |                                                                          |
| 2001                   | 2002             | Карлос Бесерра                               | СИДЕ                                                                     |
| 2001                   | 2001             | Карлос Сарньезе                              | СИДЕ                                                                     |
| 2002                   | 2002             | Карлос Сориа                                 |                                                                          |
| 2002                   | 2003             | Мигель Анхель Тома                           |                                                                          |
| 2003                   | 2003             | Серхио Асеведо                               |                                                                          |
| 2003                   | В должности      | Эктор Икасуриага                             |                                                                          |